# Loránd Eötvös
Loránd Eötvös [ˈlora:nd ˈøtvøʃ] lub, poza Węgrami, Roland Eötvös (ur. 27 lipca 1848 w Budzie, zm. 8 kwietnia 1919 w Budapeszcie) – węgierski naukowiec i polityk; fizyk doświadczalny, minister kultury i oświaty. Jest znany ze swoich badań nad grawitacją.

## Życie i twórczość
Loránd Eötvös zbudował nową wagę skrętną do mierzenia minimalnych zmian siły ciężkości; do lat 80. powszechnie używano tego urządzenia w geofizyce i górnictwie. Za jej pomocą przeprowadził też eksperyment Eötvösa, udowadniając nim równość dwóch rodzajów masy – grawitacyjnej i bezwładnej, niezależnie od struktury i gęstości ciała.
Jako polityk Eötvös zreformował szkołę średnią i podniósł znaczenie matematyki w węgierskich szkołach.

## Upamiętnienie
Nazwiskiem Eötvösa oznaczono nie tylko jego doświadczenie, ale również:
- jednostkę zmiany przestrzennej (gradientu) siły grawitacji w układzie CGS: Eötvös, in. etwesz (E);
- regułę w chemii fizycznej, związaną z napięciem powierzchniowym;
- Uniwersytet Loránda Eötvösa w Budapeszcie (węg. ELTE).